# سبزموزخوار شرقی
سبزموزخوار شرقی (نام علمی: Crinifer zonurus) نام یک گونه از سرده سبزموزخوارها است.